# 公主坟遗址
公主坟遗址是浙江省海宁市双山村的一处新石器时代遗址，位于东殳山之东，距村委会、史山寺不远。此处为宋孝宗之女嘉国公主埋骨之所在，清代《桐乡县志卷二·山川》中有记载。为一土墩，现在上面栽种了茂密的竹林。左边新建了游廊，并建有聚星亭。2005年2月村里重立了墓碑，并刻有仲宏道诗一首。这里的新石器时代文物是2001年村委会建房时所发现，出土了一些良渚文化陶片。文化层厚达两米，为海宁地区所罕见。